# You Like It Darker - Salto nel buio
You Like It Darker - Salto nel buio (You Like It Darker) è la tredicesima antologia di racconti di Stephen King, pubblicata il 21 maggio 2024 negli USA da Scribner e in Italia da Sperling & Kupfer.

## Elenco racconti e precedenti pubblicazioni
I 12 racconti che costituiscono la raccolta sono in parte inediti e in parte già pubblicati su diverse riviste e in varie edizioni e formati, in un arco di tempo dal 2018 al 2022.
| nº | Titolo italiano            | Titolo originale           | Pubblicazione originale               | Data della pubblicazione originale |
| -- | -------------------------- | -------------------------- | ------------------------------------- | ---------------------------------- |
| 1  | Due bastardi di talento    | Two Talented Bastids       | inedito                               | inedito                            |
| 2  | Il quinto passo            | The Fifth Step             | Harper's Magazine                     | marzo 2020                         |
| 3  | Willy lo strambo           | Willie the Weirdo          | Timothy McSweeney's Quarterly Concern | primavera 2022                     |
| 4  | L'incubo di Danny Coughlin | Danny Coughlin's Bad Dream | inedito                               | inedito                            |
| 5  | Finn                       | Finn                       | e-book                                | 2022                               |
| 6  | Lungo Slide Inn Road       | On Slide Inn Road          | Esquire                               | ottobre/novembre 2020              |
| 7  | Lo schermo rosso           | Red Screen                 | e-book                                | novembre 2021                      |
| 8  | L'esperto di turbolenze    | The Turbulence Expert      | Flight or Fright                      | 2018                               |
| 9  | Laurie                     | Laurie                     | stephenking.com                       | 2018                               |
| 10 | Serpenti a sonagli         | Rattlesnakes               | inedito                               | inedito                            |
| 11 | I sognatori                | The Dreamers               | inedito                               | inedito                            |
| 12 | L'Uomo delle Risposte      | The Answer Man             | inedito                               | inedito                            |

## Opere contenute

### Due bastardi di talento
È il 2023 e dopo la morte di Laird Carmody, uno scrittore di successo di Harlow (nelle vicinanze di Castle Rock) all'età di novant'anni, il figlio Mark cerca di ripercorrere le memorie del padre riguardo al suo formidabile talento nello scrivere. Trova nascosto nella sua casa un quaderno dove il padre racconta di come avesse ottenuto all'improvviso il talento nello scrivere romanzi di successo insieme al suo amico David "Butch" La Verdiere (morto nel 2019 dopo una carriera di successo come pittore).
Lo scritto parla di una battuta di caccia svolta nella Foresta delle Trenta Miglia (non lontano dal Dark Score Lake) nel novembre del 1978 dove Laird e Butch, a caccia di cervi, avvistano delle sfere volanti luminose nel cielo e poi si imbattono in un alieno ferito e lo soccorrono. Il suo aspetto ricorda quello di una donna, ma la sua pelle sembrava dipinta e sembrava un manichino; i due avevano deciso di salvarle la vita e per ringraziarli un altro alieno, dall'aspetto di un uomo, gli aveva donato un astuccio metallico con disegnata sopra la sagoma di un'onda. Questo oggetto darà a Laird e Butch la possibilità di sfruttare il loro potenziale inutilizzato: i due soffiarono sull'onda e l'astuccio si aprì donando ai due i rispettivi talenti (la scrittura per uno le la pittura per l'altro). I due nascosero l'astuccio nella loro casetta di legno nel bosco usata come rifugio e da quel momento le loro vite cambiarono drasticamente.
Dopo avere scoperto ciò Mark decide di andare a recuperare l'astuccio e tentare di ottenere anche lui la chiave per sbloccare il suo talento inespresso, ma scopre che nonostante anche lui abbia soffiato sull'onda non succede niente. Quel dono era destinato solo al padre e al suo amico.

### Il quinto passo
Harold Jamieson è un uomo in pensione che vive a Manhattan e durante una mattina di metà maggio si reca a Central Park sulla sua panchina preferita per leggere il giornale, quando nota che un uomo di mezza età gli si è seduto a fianco. L'estraneo si presenta come Jack è fa parte degli Alcolisti Anonimi; il suo intento è quello di affrontare il "quinto passo" e parlare con uno sconosciuto dei suoi problemi con l'alcol; però lui si rivela essere un assassino. Alla fine accoltella Harold e lo lascia morire sulla sua panchina.

### Willy lo Strambo
Willie Fiedler è un bambino di dieci anni che viene soprannominato "Willie lo Strambo" per via dei suoi comportamenti bizzarri e inusuali; nella sua famiglia il nonno James Jonas Fiedler è l'unico con cui abbia un rapporto stretto. Nonostante il nonno non abbia legami di sangue col padre di Willie, poiché era stato adottato da piccolo, vuole bene alla sua famiglia e James racconta tante storie al nipotino che risultano assurde (racconta per esempio di come abbia sedotto Cleopatra o di come il vulcano sotto Yellowstone un giorno esploderà). Dopo le festività natalizie le condizioni di salute del nonno peggiorano e Willie passa ancora più tempo al suo capezzale i successivi mesi parlando della morte. Mentre il nonno sta per morire afferra il nipote per la nuca e trasferisce la sua anima in quella di Willie prendendone il suo corpo, suggerendo che quella del giovane muoia nel corpo di James.

### L'incubo di Danny Coughlin
Daniel "Danny" Coughlin si ritrova in un incubo: cammina per una strada del Kansas chiamata County Road F, diretto a una stazione di servizio abbandonata della Texaco. Qui trova il cadavere mezzo sotterrato di una ragazza che sta per essere divorato da un cane randagio.
A Great Bend è estate, e Danny lavora come custode nella Wilder High, una scuola chiusa per le vacanze, insieme a due diciassettenni, Jesse Jackson e Pat Grady. Tormentato dall'incubo, decide di rintracciare il luogo sognato per verificare che non ci sia alcun cadavere. Recatosi a Gunnell, nella stazione di servizio del sogno, sfortunatamente trova il corpo della ragazza proprio come nell'incubo. Decide così di fare una telefonata anonima alla polizia per comunicare la posizione del cadavere. 
Cerca poi di rimanere fuori dalla faccenda e riprendere la propria routine, ma il Kansas Bureau of Investigation lo rintraccia e inizia a sospettare di lui. A capo dell'indagine ci sono Franklin "Frank" Jalbert e Ella Davis, due ispettori che sospettano di lui perché a conoscenza della posizione del cadavere. La vittima è una ragazza ventenne di nome Yvonne Wicker. Quando interrogano Danny, lui rivela il proprio sogno, ma i due investigatori   non gli credono e Jalbert inizia a ossessionarsi credendolo il vero assassino. L'ispettore è affetto inoltre da aritmomania, e col passare del tempo la sua condizione peggiora in modo preoccupante. Per difendersi dall'accusa di omicidio (nonostante non ci siano prove concrete sulla sua colpevolezza), Danny assume l'avvocato Edgar "Eddie" Ball, e l'opinione pubblica si divide tra chi lo crede l'assassino e chi crede nel sogno. Jalbert cerca di incastrare Danny, nascondendo della droga nel suo furgone, facendogli costantemente visita, e rivelando anche il suo nome a un giornale locale. Danny lo riferisce a Davis, che dei due poliziotti sembra quello più ragionevole. Poiché la cittadina di Great Bend inizia a odiarlo e a bistrattarlo, Danny decide di lasciare lo stato, mancando prove concrete sulla sua colpevolezza. L'ossessione di Jalbert su Danny si fa tuttavia sempre più marcata. Quando il fratello di Yvonne si reca da Danny e gli spara nell'illusione di vendicare la sorella, Danny si salva miracolosamente, e viene condotto in ospedale.
Poco dopo viene finalmente catturato il vero assassino della ragazza, Andrew Iverson: la situazione sembra andare per il meglio, ma la notizia manda su tutte le furie Jalbert, che decide di farsi giustizia da sé. 
Grazie a un ulteriore sogno, questa volta premonitore, Danny telefona a Ella per fermare Jalbert. Messo alle strette, e forse resosi conto della propria follia, Jalbert si suicida, mettendo a tacere la propria ossessione. 
Dopo che tutto ha avuto fine, Ella si scusa con Danny per non avere creduto al suo primo sogno.

### Finn
Finn Murrie è un ragazzo molto sfortunato fin dalla sua nascita che a diciannove anni viene rapito per sbaglio da degli individui misteriosi. Si ritrova in una stanza minuscola col soffitto alto e viene assillato con della musica ad alto volume (AC/DC, Ramones, Cheap Trick e così via) che non lo fa dormire. I suoi rapitori, con a capo un certo "signor Ludlum", credono che sia un certo Bobby Feeney, detto "Bobby-O", e che nasconda una valigetta con delle planimetrie di una fabbrica di bombe, ma il ragazzo sfortunato non sa nulla e i due complici, Doc e Pando, capendo l'equivoco lo rilasciano prima che il loro capo lo uccida avvelenandolo.

### Lungo Slide Inn Road
La famiglia Brown sta affrontando un viaggio su una vecchia Buick verso Derry per andare a trovare la sorella del nonno, Nan, prima che muoia: la famiglia è composta dal padre Frank, la madre Corinne, i due figli Billy (undici anni) e Mary (nove anni) e il nonno Donald settantacinquenne. Nel tragitto il padre prende una "scorciatoia", la Slide Inn Road (denominata così per via di un albergo chiamato così), e arrivano davanti a un crepaccio che gli blocca la strada e li fa finire in un fosso. Mentre i genitori cercano di liberare la macchina, i bambini e il nonno vanno a esplorare i resti dello Slide Inn ancora in piedi, ma Billy trova al suo interno una buca dove si intravede la gamba di una donna. Subito dopo due uomini giovani, Galen e Pete, si approcciano ai bambini e affermano che il loro mezzo abbia bucato una gomma e si offrono per aiutarli a disincagliare la Buick dal fosso, ma si rivelano essere dei criminali e per evitare che ci siano testimoni (sono loro che hanno ucciso quella donna) cercano di rapinare i Brown. Ma il nonno li inganna e li coglie si sorpresa colpendoli con una mazza da baseball uccidendo Galen e mettendo Pete in fuga; la famiglia quindi fa marcia indietro e ritorna sulla strada principale per dirigersi verso Derry.

### Lo schermo rosso
Frank Wilson è un detective e negli ultimi tempi sua moglie Sandi si comporta in modo diverso dal solito. Tuttavia Wilson deve interrogare Leonard Crocker, un uomo che ha ucciso sua moglie Arlene. Egli sostiene che non fosse in realtà sua moglie ma un alieno che aveva trasferito la sua mente in quella della moglie, continua raccontando al detective che nel mondo si sta svolgendo un'invasione aliena (come ne L'invasione degli ultracorpi) attraverso le menti delle donne facendole cambiare atteggiamenti del loro carattere e cercando di influenzare gli uomini. Wilson non gli crede e lo ritiene pazzo ma Leonard lo avverte dicendogli che aveva visto per pochi secondi "lo schermo rosso" e aveva agito prima che la moglie se ne accorgesse. Tornato a casa Sandi gli dice che, nonostante avesse trentanove anni, stava entrando in menopausa ed era per quello che si comportava in modo strano. Subito prima che si mettano a fare sesso la donna spegne le luci, lo schermo del cellulare di Wilson diventa rosso per un secondo e Sandi sorride al buio.

### L'esperto di turbolenze
Craig Dixon è un uomo che non ha legami con nessuno, è terrorizzato dagli aerei e lavora come "esperto di turbolenze" insieme a un "facilitatore" che gli comunica i voli che deve intraprendere; lo scopo di Craig è quello di impedire che l'aereo su cui si imbarca precipiti. Durante il volo 19 della Allied Airlines da Boston a Sarasota sull'aereo si scatenano delle forti turbolenze che mandano nel panico Craig, ma mentre lui cerca di non fare schiantare l'aereo, Craig interagisce con una donna di nome Mary Worth.
Una volta scampato il pericolo senza che nessuno se ne accorgesse ed essere atterrati Craig propone a Mary di lavorare come esperta di turbolenze, lei accetta e poi viene contattata dal facilitatore. Dopo essere tornata a Boston, si imbarca per il volo 694 della Jetway da Boston a Dallas per svolgere il suo nuovo lavoro.

### Laurie
Rattlesnake Key, Florida. Dopo sei mesi dalla morte della moglie di Lloyd Sunderland, sua sorella Beth gli regala contro la sua volontà una cagnolina (un incrocio tra un border collie puro sangue e un mudi) affinché il fratello possa superare il lutto. Dopo un po' di tempo Lloyd inizia ad affezionarsi alla cagnolina, che chiama Laurie, e inizia a essere più positivo e felice, quando il 6 dicembre durante la sua passeggiata con Laurie si imbattono in un alligatore. L'animale aveva divorato un suo vicino di casa, Don, che stava allestendo le decorazioni natalizie e nel tentativo di scappare l'alligatore lo attacca, ma Lloyd riesce a difendersi e scappare insieme alla sua cagnolina. Poco dopo Lloyd chiama il 911 e in seguito viene recuperato il corpo di Don e viene catturato l'animale. Lloyd si rilassa e rallegra per avere avuto Laurie al suo fianco.

### Serpenti a sonagli
Luglio-agosto 2020
Dopo avere perduto il figlio Tad negli anni '80, a causa di un San Bernardo di nome Cujo, Vic Trenton e sua moglie Donna hanno divorziato e si sono allontanati. Molto tempo dopo, da anziani, si sono ritrovati e si sono risposati; purtroppo però Donna si ammala di cancro per poi morire poco tempo dopo.
Per superare il lutto il settantaduenne Vic si trasferisce temporaneamente nella casa del suo amico Greg Ackerman a Rattlesnake Key, una piccola isola sulla costa del Golfo della Florida. Durante il suo soggiorno fa la conoscenza di una signora anziana chiamata Alita "Allie" Bell che ha una l'abitudine di portare in giro un passeggino vuoto che sostiene porti i suoi vigli gemelli morti da quarant'anni. Lei sa benissimo che sono morti, però si comporta come se ci fossero ancora parlandoci e "vestendoli", appoggiando i loro abiti sui loro posti. Poco dopo Allie muore di infarto e attorno a Vic iniziano ad accadere cose strane, come il sentire il passeggino dei gemelli che lo segue ovunque, visioni di serpenti a sonagli o l'opprimente presenza dei fantasmi dei bambini che vogliono che ci si prenda cura di loro come faceva la loro madre. Vic scopre che i gemelli, Jacob e Joseph, erano morti a causa dei serpenti a sonagli che infestavano Rattlesnake Key e che da allora erano rimasti a fianco della madre, per poi iniziare a perseguitare lui dopo la morte di Allie. Il loro aspetto sembra essere quello di due adulti ma con le teste da bambini gonfie e piene di morsi (come se i due fossero cresciuti di quarant'anni ma avessero ancora l'aspetto di quando erano deceduti). Misteriosamente alla sua morte Allie aveva lasciato un testamento che stranamente lasciava in eredità a Vic tutti i suoi soldi e la sua casa.
Nel tentativo di liberarsi degli spiriti Vic chiede aiuto al figlio morto Tad e riesce a capire che l'unico modo di liberarsi del giogo dei gemelli è liberarsi del passeggino. Porta così i gemelli a fare una passeggiata cercando di ingannarli e li porta così al punto in cui molti anni prima gli abitanti della Key avevano ucciso e bruciato i serpenti a sonagli che la infestavano. Vic quindi affronta i gemelli che gli scagliano contro serpenti fantasma e alla fine l'uomo riesce a scagliare il passeggino nel gorgo vicino a dove un tempo si trovava Duma Key. Liberatosi dei gemelli volge lo sguardo verso Duma Key e vede suo figlio Tad adulto che lo saluta da lontano, ma poco dopo il miraggio si dissolve facendo sparire la casa rosa e il figlio.
Maggio 2023
Tre anni dopo Vic è tornato a Newburyport e ha ripreso a vivere, lasciandosi alle spalle i fantasmi dei gemelli e il dolore della perdita del figlio e della moglie. Dopo avere risolto le questioni legali sull'eredità di Allie e avere demolito la casa della signora, Vic riflette, mentre scrive la sua storia, sul fatto che nella contea di Rattlesnake Key si stia discutendo se bonificare Duma Key. Ciò lo porta a pensare se i fantasmi dei bambini siano ormai spariti, oppure se siano ancora lì.

### I sognatori
È il giugno del 1971 e William Davis, un ragazzo di ventiquattro anni, è appena ritornato dal Vietnam. Trova un lavoro da stenografo per la Temp-O a Portland e ci lavora per circa dieci mesi, fino a quando non trova un annuncio in cui uno "Scienziato Gentiluomo" cerca un assistente che lo aiuti in una serie di esperimenti e che abbia esperienza come stenografo. Dopo averlo contattato si dirige a Castle Rock per poi dirigersi verso il Dark Score Lake dove vive l'individuo misterioso. Lo "scienziato" si presenta come Elgin e vorrebbe "passare sotto il muro del sonno" e scoprire cosa vi si celi. Dopo il colloquio William accetta il lavoro bizzarro che deve svolgere, ovvero quello di trascrivere le parole di persone che sognano. Dopodiché si licenzia dalla Temp-O.
Elgin coinvolge vari individui nei suoi esperimenti facendogli prima bere un leggero ipnotico, poi mettendo della musica e in fine chiedendogli di concentrarsi su una polaroid di un casa rossa e cercare nel sonno di "sollevarne il pavimento" e vedere che cosa ci fosse sotto. Dopo un mese di vari tentativi e avvenimenti strani dei soggetti (come lo scrivere parole in vietnamita) alla fine l'ultimo di loro, un certo Devereaux, viene colto da convulsioni e i suoi occhi si spappolano facendone uscire dei sottili filamenti neri che cercano di attaccare William e Elgin: a quanto pare il soggetto era riuscito a sollevare il pavimento della casa rossa. Devereaux nonostante spalanchi gli occhi non reagisce a niente, è come se fosse morto dentro. William cerca di disfarsi del corpo portandolo lontano con la macchina, ma quando ritorna nella casa dove si erano svolti gli esperimenti Elgin si era sottoposto allo stesso trattamento dei suoi pazienti, con il risultato di avere tutta la testa ricoperta da quei filamenti. Per cercare di fermare quella follia William da fuoco alla casa e scappa via.
Il giorno dopo fa ritorno alla Temp-O e viene riassunto, lavorando lì fino a settembre quando si licenzia di nuovo, trasferendosi in Nebraska per cercare di dimenticare l'accaduto.

### L'Uomo delle Risposte
La storia di Philip "Phil" Yeager Parker inizia nel 1937, quando aveva venticinque anni, nella piccola città di Curry nel New Hampshire. Un giorno incontrò l'Uomo delle Risposte, un misterioso individuo che in cambio di denaro rispondeva a tutte le domande che gli venivano poste. Il ragazzo era un tipo intraprendente e voleva avviare la sua attività di avvocato nella città di Curry ma aveva molti dubbi e scelte da fare, insieme a quella di sposare la sua fidanzata Sally Ann Allburton, quindi interpellò l'Uomo delle Risposte e ricevette varie risposte alle sue domande. Incredulo della natura magica dell'individuo iniziò la sua attività e poco tempo dopo si sposò con Sally Ann, ma poi dovette lasciare tutto per andare in guerra nel 1941 dopo l'attacco a Pearl Harbor. Nel 1944 Philip stava combattendo sul fronte sull'atollo di Eniwetok e miracolosamente (come predetto dall'Uomo delle Risposte) ne uscì illeso e poco dopo rientrò in patria. Tornato a casa Phil finalmente conobbe suo figlio, Jacob, la vita sembrava proseguire normalmente e la sua carriera da avvocato lo rese sempre più popolare nel New Hampshire.
Nell'ottobre del 1951 Phil incontrò di nuovo l'Uomo delle Risposte e gli chiese altre risposte, soprattutto sul figlio, ma non trovandone iniziò a preoccuparsi; infatti nel 1952 Jacob si ammalò di leucemia linfocitica e dopo otto mesi, nel marzo del 1953, morì. Sally Ann era devastata dalla morte del figlio e iniziò a bere e nel novembre del 1960 morì in un incidente stradale. Nel 1964, tormentato dall'ironia del destino, Phil accettò l'incarico di difendere la signora Christine Lacasse in una causa contro la New England Freedom Corporation; lei voleva il risarcimento della morte dei figli in un incendio che l'aveva ustionata. Dopo cinque anni Phil era riuscito a vincere la causa e ne era uscito molto gratificato e sollevato: la sua fama di avvocato era diventata più grande.
Nell'ottobre del 1995 Phil è ormai vecchio e in fin di vita, il suo cane Frank era morto ma si comportava come se ci fosse lui al volate della sua auto. Sulla strada incontra per l'ultima volta l'Uomo delle Risposte che questa volta non lo fa pagare ma risponde a un'ultima domanda: "c'è qualcosa dopo la morte?", e lui risponde di sì. Lui crede di morire ma si ritrova all'improvviso al volante della sua auto con a fianco il suo cane Frank che gli abbaia.

## Citazioni
- Nel terzo, settimo e decimo racconto si fa riferimento al Covid.
- Il Dark Score Lake è una località fittizia già apparsa più volte nei romanzi dell'autore, in particolar modo è il luogo dove si svolge principalmente la storia di Mucchio d'ossa.
- In Lungo Slide Inn Road il personaggio di Donald Brown fa riferimento al carcere di Shawshank.
- Il protagonista di Serpenti a sonagli, Vic Trenton, è un personaggio presente anche in Cujo, opera precedentemente scritta dall'autore. Inoltre nella storia si fa più volte riferimento a Duma Key, località apparsa nell'omonimo romanzo.

## Edizioni
- Stephen King, You Like It Darker - Salto nel buio, traduzione di Luca Briasco, Sperling & Kupfer, 2024,  p. 532, ISBN 978-88-200-7943-7.